# François Desportes

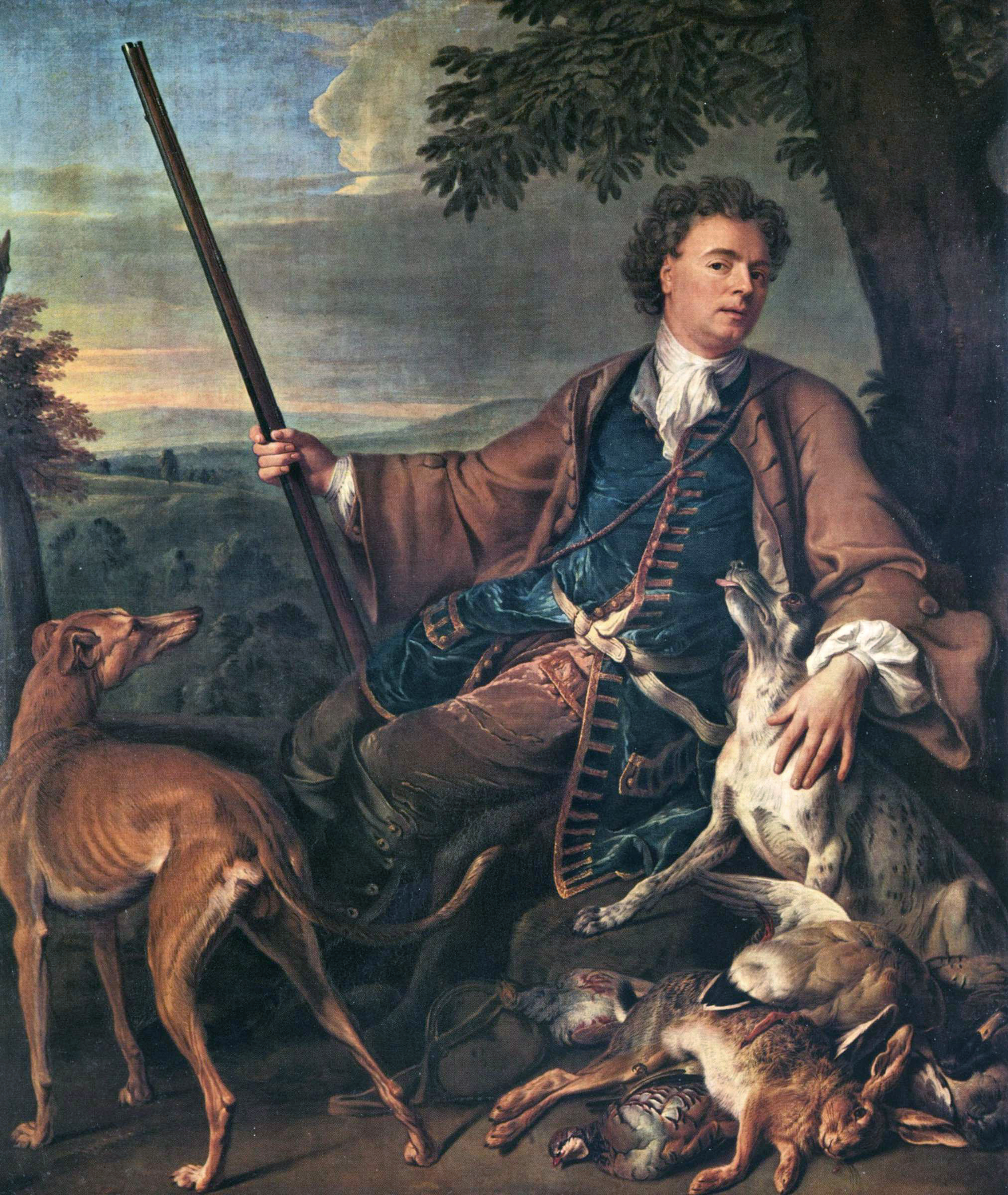
François Desportes, självporträtt som jägare.

François Desportes, född den 24 februari 1661 i Champigneulles, död den 20 april 1743 i Paris, var en fransk konstnär.
Desportes började sin bana i Hyacinthe Rigauds ateljé och var 1695–1696 porträttör vid det polska hovet, då han bland annat utförde ett porträtt av Johan III Sobieski. Han åtnjöt beskydd av Ludvig XIV och Ludvig XV, fick förse de kungliga slotten med jakt- och djurbilder och gjorde kartonger för Les Gobelins. Det bästa av hans kvarlämnade verk utgör de i fria luften målade skisserna. Louvren bevarar av honom ett stort antal jaktbilder och stilleben samt ett självporträtt som jägare. Till Sverige kom genom Carl Gustaf Tessin fem typiska tavlor av Desportes, som idag finns på Nationalmuseum.